# Гаррісон (округ, Техас)
Шаблон:StateAbbr_ 32°33′ пн. ш. 94°22′ зх. д. / 32.55° пн. ш. 94.37° зх. д.
Округ Гаррісон (англ. Harrison County) — округ (графство) у штаті Техас, США. Ідентифікатор округу 48203.

## Історія
Округ утворений 1842 року.

## Демографія
За даними перепису 2000 року загальне населення округу становило 62110 осіб, зокрема міського населення було 25712, а сільського — 36398. Серед мешканців округу чоловіків було 30115, а жінок — 31995. В окрузі було 23087 домогосподарств, 16952 родин, які мешкали в 26271 будинках. Середній розмір родини становив 3,09.
Віковий розподіл населення поданий у таблиці:
| Стать    | До 15 років | 15-21 | 22-29 | 30-39 | 40-49 | 50-65 | 65-85 | Понад 85 |
| -------- | ----------- | ----- | ----- | ----- | ----- | ----- | ----- | -------- |
| Чоловіки | 6935        | 3643  | 2742  | 4031  | 4554  | 4893  | 3022  | 295      |
| Жінки    | 6525        | 3611  | 2895  | 4359  | 4777  | 5011  | 4116  | 701      |

## Суміжні округи
- Маріон — північ
- Каддо, Луїзіана — схід
- Панола — південь
- Раск — південний захід
- Грегг — захід
- Апшер — північний захід

## Виноски
1. ↑  U.S. Decennial Census. United States Census Bureau. Архів оригіналу за 12 травня 2015. Процитовано 28 квітня 2015.
2. ↑  Texas Almanac: Population History of Counties from 1850–2010 (PDF). Texas Almanac. Архів оригіналу (PDF) за 26 лютого 2015. Процитовано 28 квітня 2015.
3. ↑  State & County QuickFacts. United States Census Bureau. Архів оригіналу за 18 жовтня 2011. Процитовано 17 грудня 2013.(англ.) Наведено за англійською вікіпедією.
4. ↑  American FactFinder. Бюро перепису населення США. Архів оригіналу за 21 травня 2008. Процитовано 31 січня 2008.

| США | Це незавершена стаття з географії США. Ви можете допомогти проєкту, виправивши або дописавши її. |